# Oliver Grajewski
Oliver Grajewski (* 27. Dezember 1968 in Leverkusen) ist ein deutscher Comiczeichner, bildender Künstler und Illustrator für Tageszeitungen, Magazine, Online-Medien und Filme.
Oliver Grajewski wuchs in Itzehoe auf. 1991 begann er ein Studium der bildenden Kunst an der HdK Berlin in der Meisterschüler-Klasse Dieter Appelt, das er 1997 abschloss. 1994 studierte er am Chelsea College of Art and Design in London.
Grajewski war Mitherausgeber des Magazins Auseinander. Es folgten Ausstellungen in Berlin und Tokio. Seit 1999 hat er fünf autobiografische Magazine unter dem Titel Tigerboy im Verbrecher Verlag veröffentlicht. 2006 nahm er am internationalen Comic-Salon Erlangen teil.

## Veröffentlichung
- Abend im Abendland, Verbrecher Verlag, Berlin 2015, ISBN 978-3-95732-149-7
- zusammen mit Kathrin Röggla: tokio, rückwärtstagebuch, starfruit publications, Verlag für moderne Kunst Nürnberg 2009 ISBN 978-3-922895-20-6
- Tigerboy, Verbrecher Verlag, Berlin 2007